# Chevrolet Orlando
Orlando é um modelo monovolume médio apresentado pela Chevrolet na edição de 2008 do Paris Motor Show.
Lançado no mercado em 2010.

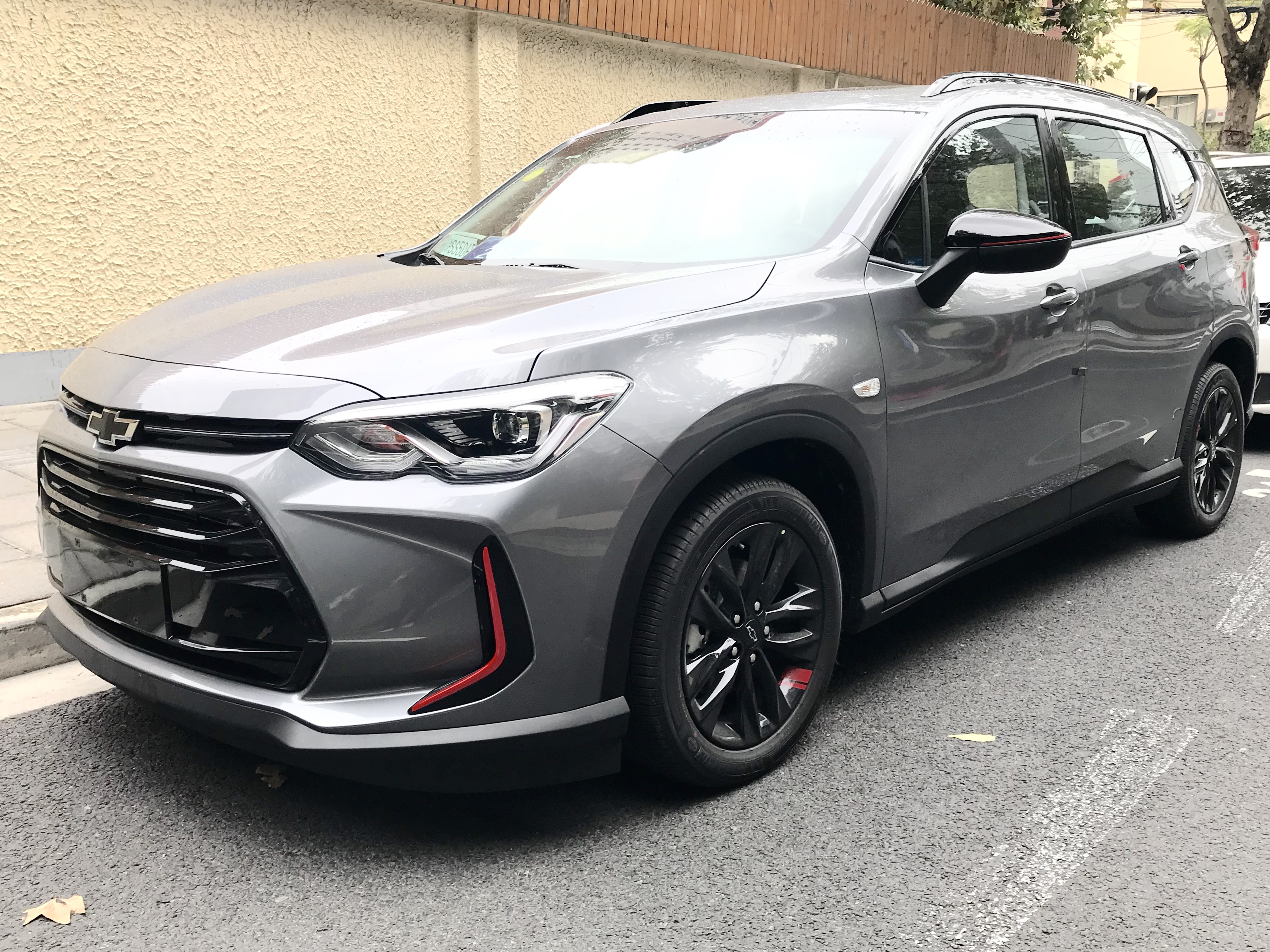
Frente
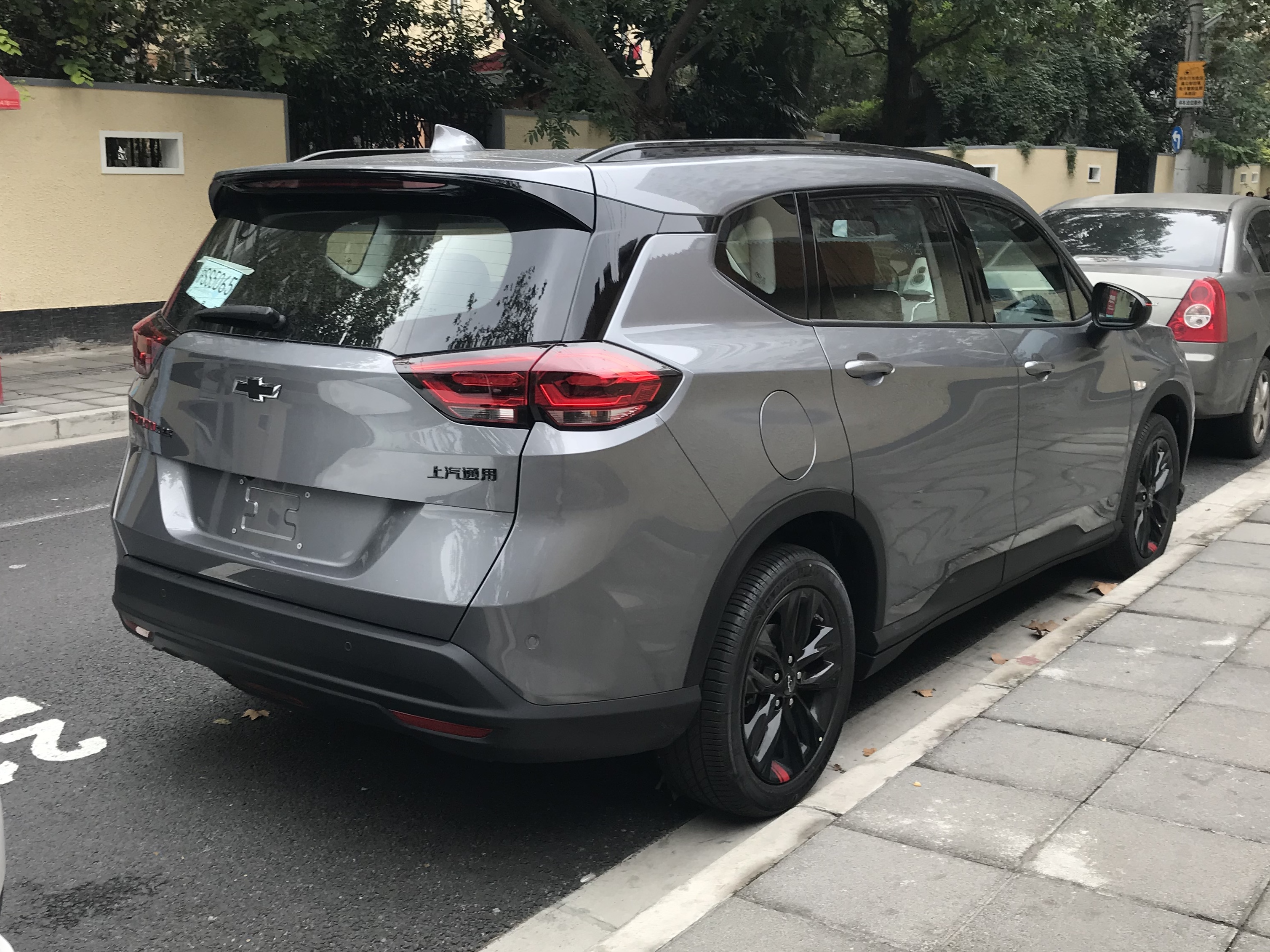
Traseira